# 417
417（四百十七、よんひゃくじゅうなな）は自然数、また整数において、416の次で418の前の数である。

## 性質
- 417は合成数であり、約数は 1, 3, 139, 417 である。
  - 約数の和は560。
- 132番目の半素数である。1つ前は415、次は422。
- 各位の和が12になる36番目の数である。1つ前は408、次は426。
- 417 = 13 × 25 + 1 より28番目のプロス数である。1つ前は385、次は449。
- 417 = 12 + 42 + 202 = 52 + 142 + 142 = 82 + 82 + 172 = 102 + 112 + 142
  - 3つの平方数の和4通りで表せる40番目の数である。1つ前は411、次は429。(オンライン整数列大辞典の数列 A025324)
  - 417 = 12 + 42 + 202 = 102 + 112 + 142
    - 異なる3つの平方数の和2通りで表せる81番目の数である。1つ前は411、次は420。(オンライン整数列大辞典の数列 A025340)

## その他 417 に関連すること
- 西暦417年
- 紀元前417年
- 国鉄417系電車 - 1978年に日本国有鉄道（国鉄）が設計・製造した交直流近郊形電車。
- H&K HK417 - ドイツのヘッケラー&コッホ社が開発した、7.62x51mm弾を使用する自動小銃。
- HTTPプロトコルにおいては「Expectation Failed（Expectヘッダによる拡張が失敗）」を示すステータスコード。